# Mesene celetes
Mesene celetes är en fjärilsart som beskrevs av Bates 1868. Mesene celetes ingår i släktet Mesene och familjen Riodinidae. Inga underarter finns listade i Catalogue of Life.